# Polizeiruf 110: Vorbestraft
Vorbestraft ist ein deutscher Kriminalfilm von Heinz Seibert aus dem Jahr 1973. Der Fernsehfilm erschien als 17. Folge der Filmreihe Polizeiruf 110.

## Handlung
Walter Bartsch wird aus dem Gefängnis entlassen. Der Erste, der ihn in der Freiheit nicht ablehnend begrüßt, ist sein früherer Freund Kurt Posener. Er lädt Walter am nächsten Tag zu sich nach Hause ein. Hier feiert er die Verlobung mit seiner Freundin Susi. Auch Susis Freundin Anne ist eingeladen und Walter bringt Anne nach Hause. Beide verabschieden sich mit einem ersten Kuss und einer Verabredung für den nächsten Tag.
Walter beginnt eine Arbeit in einem Zoo. Er will einmal als Tierpfleger arbeiten, doch bringt ihm einer seiner Kollegen Misstrauen entgegen. Anne wiederum vertröstet ihn am nächsten Tag, habe ihre Mutter doch einen Herzanfall erlitten, sodass sie schnell nach Hause muss. Sie will sich am nächsten Tag mit Walter treffen, muss jedoch Überstunden machen. Walter glaubt nun, dass Anne ihn sitzengelassen hat, zumal eine Kollegin entgegen den Tatsachen sagt, dass sie die letzte Angestellte wäre, die aus dem Kaufhaus kommt. Walter wird in seinem Glauben auch von Kurt unterstützt. Der als wohlhabend auftretende Kurt hat Probleme: Er ist in den Diebstahl von Kaufhausware verwickelt und die Ermittler Oberleutnant Jürgen Hübner und Kriminalmeister Lutz Subras suchen den Dieb bereits. Schon fünfmal hat Kurt kurz nach Lieferung von Waren zahlreiche Luxusgüter erbeutet und ist so zu Geld gekommen. Nun überredet er Walter zu einem weiteren Einbruch. Susi spioniert dafür Anne aus, die berichtet, dass in ihrem Warenhaus Sachen unter anderem gestohlen werden, indem sich Leute über Nacht in den Räumen einschließen lassen. Walter und Kurt gelangen genau so nachts in das Warenhaus, in dem Anne arbeitet. Sie erbeuten Schmuck, Uhren und Kameras und Kurt schlägt einen Wachmann nieder, der sie auf frischer Tat ertappt. Walter ist entsetzt und weigert sich direkt nach der erfolgreichen Flucht, etwas von der gestohlenen Ware zu behalten. Zudem ruft er anonym die Polizei zum Tatort.
Der Schaden des Diebstahls wird auf 70.000 Mark geschätzt. Schnell ahnt Anne, dass Walter und Kurt dahinterstecken. Kurt jedoch sagt ihr, dass Walter sie liebt. Kurz vor der Anzeige bei der Polizei besinnt sich Anne daher und kehrt um. Verwirrt läuft sie auf die Straße und wird von einem Wagen erfasst. Schwer verletzt kommt sie ins Krankenhaus. Walter besucht sie am Krankenbett, doch sie schickt ihn fort, da er einer der Täter war. Jürgen Hübner und Lutz Subras sind Walter auf der Spur, da sich am Fenster, durch das sie geflohen sind, das Haar einer Antilope fand. Als beide Ermittler den Zoo aufsuchen, in dem Walter arbeitet, ist der nicht zur Arbeit erschienen. Walter stellt sich wenig später der Polizei und gibt Kurt als Mittäter an. Er zeigt Reue, dass er nicht sofort zur Polizei gegangen ist, und wirft sich vor, immer alles falsch zu machen. Jürgen Hübner jedoch sieht seine Selbstanzeige als einen Schritt in die richtige Richtung. Als Anne aus dem Krankenhaus entlassen wird, erkundigt sie sich zuerst nach Walter. Er sitzt wieder im Gefängnis, macht sich jedoch gut und würde sich über Besuch freuen, wird ihr ausgerichtet.

## Produktion
Vorbestraft wurde vom 1. März bis 29. April 1973 unter dem Arbeitstitel Der Aufzug hielt im 3. Stock in Berlin gedreht. Die Kostüme des Films schuf Christel Richter, die Filmbauten stammen von Britta Pelzner. Im Film ist das Lied Geh durch die Türen mit einem Liedtext von Jens Gerlach zu hören, das von Helga Zerrenz gesungen wird. Der Film erlebte am 1. Juli 1973 im 1. Programm des Fernsehens der DDR seine Fernsehpremiere.
Es war die 17. Folge der Filmreihe Polizeiruf 110. Oberleutnant Jürgen Hübner ermittelte in seinem 5. Fall, während Kriminalmeister Lutz Subras in seinem 6. Fall zu sehen war. Es war das erste Mal, dass beide Ermittler allein einen Fall untersuchten.